# Dina Halpern
Dina Halpern (* 15. Juli 1909 in Warschau; † 17. Februar 1989 in Chicago) war eine polnische Schauspielerin des jiddischen Theaters und Films.

## Leben
Halpern begann ihre Karriere als Tänzerin in jüdischen Kunst Theater Warschau. Sie war besonders durch ihre Rollen in jüdischen Vorkriegsfilmen und Theaterstücken in Jiddisch bekannt. Ihre Familie kam im Vernichtungslager Treblinka ums Leben. Nach dem Krieg absolvierte sie Gastauftritte in England, Frankreich, Israel, Argentinien und Australien. Ab 1948 lebte sie in Chicago und spielte dort sehr erfolgreich in jüdischen Theatern.
Sie war die Nichte der Schauspielerin Esther Rachel Kamińska.

## Ehrungen
- 1985 gründete die Bar-Ilan-Universität in Israel das Dina-Halpern-Institut für jüdische Darstellende Künste.
- 1988 erhielt sie den Manger Preis für Jiddische Literatur.

## Filmografie
- 1936: Al Khet
- 1937: Das Gelübte (Tkies khaf)
- 1937: Der Dybbuk